# Trupele de Carabinieri
Trupele de carabinieri (letteralmente "Truppe dei Carabinieri" in romeno), nome completo Ispettorato generale dei Carabinieri (Inspectoratul General de Carabinieri) è il corpo di gendarmeria della Moldavia, uno dei tre rami componenti le forze armate della Repubblica di Moldavia.

## Storia
Il 13 marzo 1992 la suddivisione dei carabinieri (unità militare 1002) si recò per la prima volta nella regione del conflitto armato in Transnistria.
Il 31 marzo (1992) durante l'attacco vicino al villaggio di Coșnița, distretto di Dubăsari, il sergente aiutante di plotone Victor Lavrentov e il sergente di plotone Dumitru Roman caddero in battaglia mentre svolgevano le loro missioni di servizio.
Il 30 maggio (1992) la suddivisione mista unità militare 1001 va nell'area del conflitto armato (villaggio di Holercani).
Il 29 giugno (1992), trovandosi al posto di guardia del posto di comando del Grande Stato Maggiore del M.A.I. della Repubblica di Moldova durante il bombardamento concentrato di artiglieria, il soldato Igor Mînăscurtă (unità militare 1001) è stato ferito a morte.

## Compiti istituzionali
Le truppe dei carabinieri hanno lo scopo di assicurare, unitamente alla polizia o autonomamente, l'ordine pubblico, la difesa dei diritti e delle libertà fondamentali dei cittadini, la proprietà del proprietario, la prevenzione di atti di violazione della legge.

## Struttura

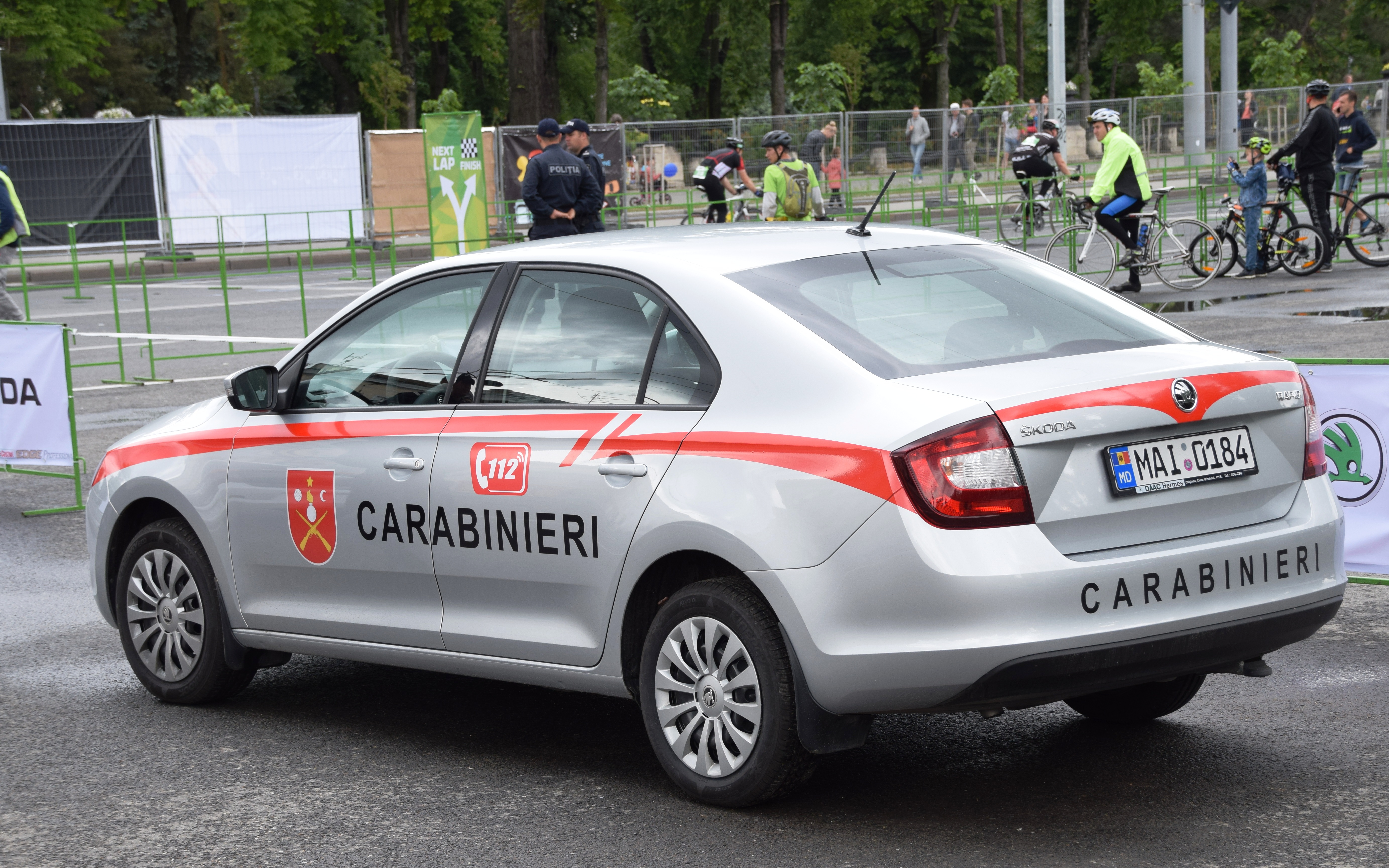
Una pattuglia dei Carabinieri moldavi

### Comando generale (IGC)
- Direzione operazioni generali (Direcția management operațional)
- Direzione operazioni strategici (Direcția management strategic)
- Direzione risorse umane (Direcția management resurse umane)
- Direzione sicurezza ed investigazione (Direcția securitate și investigații)
- Direzione cooperazione per missioni internazionali (Direcția cooperare și misiuni internaționale)
- Direzione forniture e attrezzature (Direcția aprovizionare și dotări)
- Sezione finanziaria (Secția financiară)
- Sezione legale e prassi contravvenzionale (Secția juridică și practică contravențională)
- Servizio archivio (Serviciul documentare)
- Servizio tecnologie informatiche (Serviciul tehnologii informaționale)
- Servizio d'informazione e comunicazione con i mass media (Serviciul informare și comunicare cu mass-media)

### Suddivisioni IGC
- Spedizioniere Operativo (Dispeceratul Operațional)
- Battaglione Speciale "SCORPION" (Batalionul cu destinație specială „SCORPION”)
- Sezione sportiva (Secția pregătire fizică și sport)
- Direzione medica (Direcția medicală)
- Centro d'addestramento (Centrul de instrucție)
- Centro assicurativo (Centrul de Asigurare)
- Direzione cerimoniale militare (Direcția ceremonial militar)

### Suddivisioni subordinate IGC
- Direzione regionale (Direcția regională) ”CENTRU”
- Direzione regionale ”NORD”
- Direzione regionale ”SUD”

### Batalionul cu destinație specială ”SCORPION”
Il Batalionul cu destinație specială ”SCORPION” (Battaglione speciale "SCORPION") è una subunità d'élite dell'Ispettorato Generale dei Carabinieri del Ministero dell'Interno con compiti nel campo della prevenzione e contrasto di atti di terrorismo, criminalità organizzata e disordini sociali di massa.
Il battaglione speciale "SCORPION" ha come area di responsabilità l'intero territorio della Repubblica di Moldavia ed è dotato di personale addestrato a svolgere compiti e incarichi speciali, secondo la competenza.